# Confucius polemon
Confucius polemon är en insektsart som beskrevs av Rauno E. Linnavuori 1972. Confucius polemon ingår i släktet Confucius och familjen dvärgstritar. Inga underarter finns listade i Catalogue of Life.